# Comarca de Sarria
La comarca de Sarria es una comarca española situada en la provincia de Lugo, en la comunidad autónoma de Galicia. Su capital es Sarria.

## Municipios
Pertenecen a la misma los siguientes municipios: 
- Incio
- Láncara
- Paradela
- Páramo
- Samos
- Sarria
- Triacastela

## Patrimonio histórico y artístico

### Molinos
El gran aprovechamiento de las aguas del río Sarria que tuvieron, a lo largo de los siglos, para mover molinos y regar queda patente en la relación que se hace a continuación:
- Pena Partida.
- Renche.
- Samos.
- Teiguín.
- Perros.
- Pedrachantada.
- Regueiro.
- Fafián.
- Acea da Riba.
- Acea de Abaixo.
- Ponte Ribeira.
- O Toleiro.
- A Nogueira.
- Betote de Abaixo.
- Manan.
- Rubín.
- A Reza.
- Ronfe.
- Vilafiz.
- Moscán.[1]

### Producción de electricidad
Las siguientes centrales de producción eléctrica se nutren de las aguas del río Sarria:
- Triacastela: Eléctrica de Triacastela, con un centro de producción hidráulica y un ambicioso proyecto de mayor envergadura que quedó inacabado.
- Vila de Tres: Central eléctrica que promovieron los monjes de Samos, aún en construcción.
- Molino de Bizarro, Samos: la familia Valdés produjo electricidad hasta hace pocos años, suministrando la energía eléctrica para la iluminación pública.
- O Toleiro: Eléctrica do Toleiro, promovida por los hermanos Martínez, estuvo en funcionamiento a partir del verano de 1915, desapareciendo por virtud del acuerdo comercial con Electra Sarriana de José Antonio Gayoso "Marzán".
- A Reza: Eléctrica de la Reza, produjo electricidad desde el año 1920 para la zona de Oleiros-Céltigos. Hoy en día solo es distribuidora de electricidad, por cesar en la producción.[2]

## Lugares

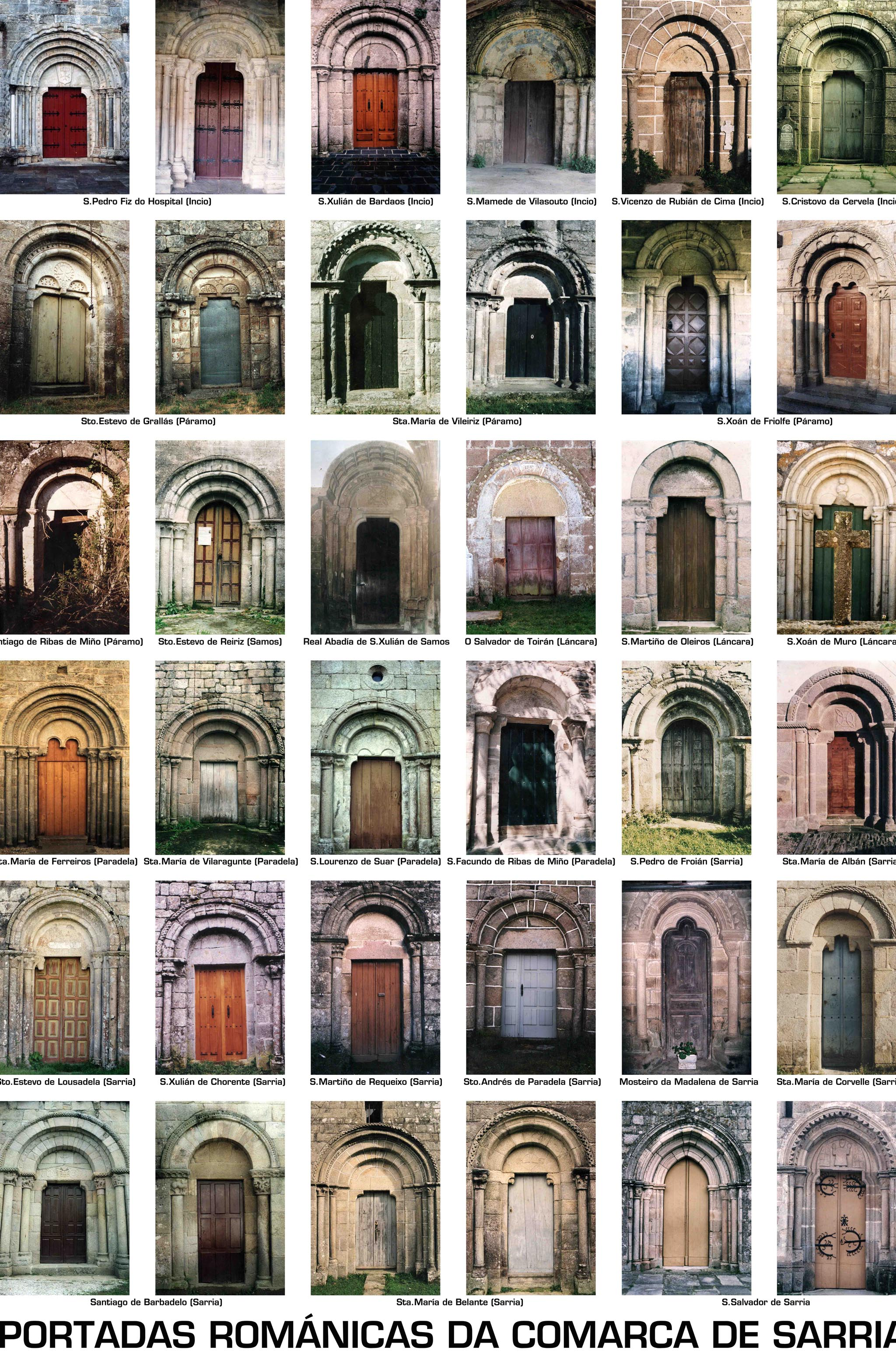
Portadas románicas de la Comarca de Sarria

### Áreas recreativas
- Área da Pena Partida.
- Área da Ponte de Almirón.
- Capilla del Ciprés, en Samos.
- Área de la Vega de Samos.
- Teiguín, con refugio de pescadores.
- Área da Ponte Nova de Pascais.
- Playa fluvial de O Chanto.
- Dique del río Sarria.

### Estaciones potabilizadoras de agua
- Teiguín: para el municipio de Samos.
- Acequia de Riba: para la Parroquia de Oural, la factoría de cementos y las parroquias de Froián.
- Acequia de Baixo: para Sarria, Farbán, Vilar de Sarria, Requeixo e San Xulián da Veiga.

### Cotos de pesca
- Coto de Samos.
- Coto de Ronfe.

### Valores paisajísticos
Parajes de interés:
- La Boca da Reigosa.
- Pena Partida.
- El núcleo de San Cristovo do Real.
- La Vega de Renche.
- El núcleo de Samos, con el monasterio y la Capilla del Ciprés.
- El núcleo de Teiguín-Monte do Carballal.
- La Vega de Reiriz.
- El Conjunto de Perros: el Pazo, Molino, Capilla, Soto, etc.
- Las Acequias (Fafián, Cesar, Reimóndez, Farbán).[3]